# فرخنده شکم‌زرد
فرخنده شکم‌زرد (نام علمی: Ixothraupis xanthogastra) گونه‌ای از پرندگان تیرهٔ فرخندگان (Thraupidae) است.
در نیمه غربی حوضه آمازون یافت می‌شود.
زیستگاه طبیعی آن جنگل‌های جلگه‌ای نمناک نیمه‌گرمسیری یا گرمسیری و جنگل‌های کوهستانی نمناک نیمه‌گرمسیری یا گرمسیری است.